# نادي هوفنهايم
مجموعة هوفنهايم 1899 للجمباز والرياضة (بالألمانية: .Turn- und Sportgemeinschaft 1899 Hoffenheim e.V) هو نادِ كرة قدم ألماني يلعب حاليًّا في دوري الدرجة الأولى. تأسس النادي في 1 يوليو 1899. في سنة 2000 كان يقبع في الدرجة الخامسة ولكن بفضل أموال الملياردير الألماني ديتمار هوب صعد إلى الدرجة الأولى في سنة 2008.